# Aenhenrya rotundifolia
Aenhenrya rotundifolia là một loài thực vật có hoa trong họ Lan. Loài này được (Blatt.) Sath.Kumar & F.N.Rasm. mô tả khoa học đầu tiên năm 1997.